# Ciro (sobrinho de Salomão)
Ciro (em grego: Κῦρος; romaniz.: Kýros) foi um oficial militar bizantino ativo na África bizantina no reinado do imperador Justiniano (r. 525–565). Foi primogênito do padre Baco, irmão dos oficiais Sérgio e Salomão e sobrinho do famoso general bizantino Salomão. Em 543, foi nomeado governador da Pentápole Líbia. Em 544, esteve com seu tio Salomão em Cartago para ajudar os contingentes locais na guerra contra o rebelde mouro Antalas. Acompanhou seu tio e irmãos na luta contra os rebeldes e acampou em Teveste. Talvez participou da desastrosa Batalha de Cílio, na qual seu tio pereceu, porém não é mais mencionado nas fontes do período.